# El derecho de vivir en paz
El derecho de vivir en paz es el sexto álbum de estudio del cantautor chileno Víctor Jara como solista, lanzado originalmente en abril de 1971 por el sello DICAP. El álbum ha sido reeditado en diversas ocasiones y en distintos países, cambiando su nombre por el de Levántate y mira a la montaña, reemplazándose sus canciones por otras, e incluyéndose canciones adicionales. El año 2002 el álbum se reeditó en formato DVD.
En el álbum colaboran los músicos chilenos Ángel Parra, Patricio Castillo, Celso Garrido-Lecca, Inti-Illimani y Los Blops. La participación de estos últimos permite experimentar a Víctor Jara por primera vez en un álbum con el uso de guitarras eléctricas y órganos, fenómeno que se repite en el álbum Canciones de patria nueva / Corazón de bandido de Ángel Parra de ese mismo año. El relanzamiento de 1977, por su parte, incluye en los créditos a la agrupación Quilapayún como acompañamiento musical, banda a la que perteneció Patricio Castillo hasta 1971, antes de integrarse definitivamente a ella varios años más tarde. La mayoría de las canciones fueron compuestas por Víctor Jara, y el álbum contiene varias canciones que conforman el repertorio más conocido tanto del cantautor como de la Nueva Canción Chilena, tales como «El derecho de vivir en paz», el tema instrumental «La partida», «A Cuba», la versión «Las casitas del barrio alto», adaptación de la canción Little Boxes de Malvina Reynolds, «Ni chicha ni limoná» y «Plegaria a un labrador», compuesta junto con Patricio Castillo.

## Reediciones
Este álbum posee diversas reediciones, con distintas carátulas, cambios de nombre y adición de canciones. La carátula original incluye una fotografía de Víctor Jara en blanco y negro de alto contraste, en que se toca la boca con la mano derecha. Esta fotografía fue utilizada más adelante en una reedición de 1974 (y posteriormente en 1994 en su versión en CD) del álbum de 1969 Pongo en tus manos abiertas.... En la reedición cubana de 1972, la fotografía es reemplazada por una más abstracta de fondo rojo, que muestra una guitarra y su reflejo, así como figuras que asemejan sombras humanas alzando sus brazos. La versión italiana de 1974, por su parte, intercambia el orden de las canciones «El niño yuntero» y «A la Molina no voy más», y adjunta un folleto con los nombres de las canciones traducidas al italiano y al inglés. En la reedición española de 1977 por el sello Movieplay, la carátula vuelve a cambiar por una fotografía en sepia de alto contraste, donde aparece Víctor tocando guitarra delante de su mujer Joan. Esta versión cambia también el orden de las canciones, reemplazando además algunas de las canciones. Las versiones francesa y alemana de 1979, por su parte, hacen el mismo intercambio en el orden de las canciones que la edición italiana de 1974, y además cambia nuevamente la portada de la carátula por la del rostro de Víctor tocando la guitarra, en tonos azulados y con un efecto de lluvia. La versión alemana también incluye los nombres de las canciones traducidas al alemán. En 2001, WEA Chile lanza una reedición del disco incluyendo al final de la lista original cinco canciones.
En 2019 se volvió a hacer popular por su asociación al Estallido social del 18 de octubre, siendo versionada por artistas chilenos.

## Lista de canciones

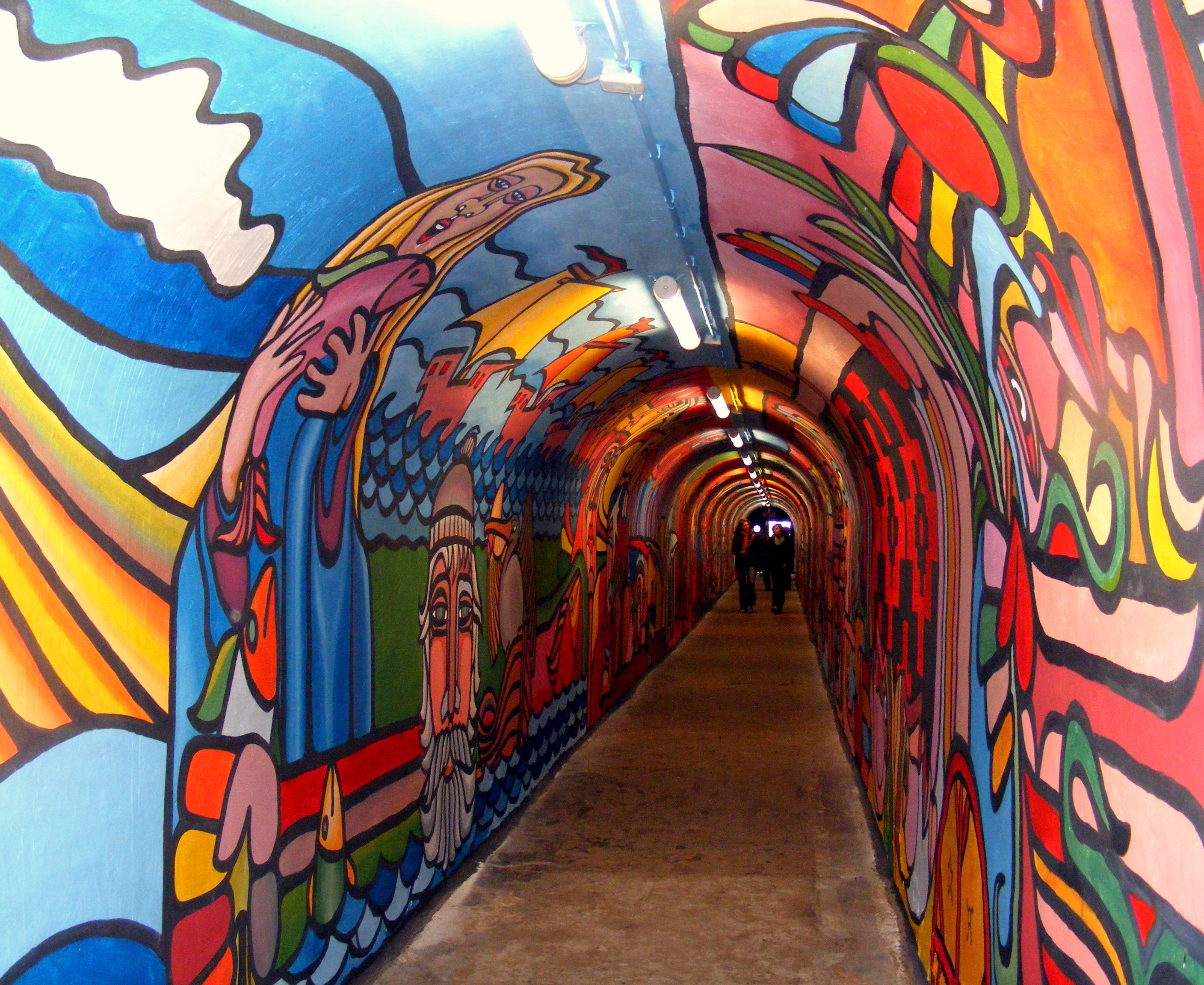
Mural de la Brigada Ramona Parra, a la que se debe el título de una de las canciones del disco.

Toda la música compuesta por Víctor Jara, salvo que se indique lo contrario. 
| Lado A |                              |                                  |          |  |
| N.º    | Título                       | Música                           | Duración |  |
| 1.     | «El derecho de vivir en paz» |                                  | 4:35     |  |
| 2.     | «Abre la ventana»            |                                  | 3:56     |  |
| 3.     | « La partida»                |                                  | 3:26     |  |
| 4.     | «El niño yuntero»            | Miguel Hernández, Víctor Jara    | 3:45     |  |
| 5.     | «Vamos por ancho camino»     | Víctor Jara, Celso Garrido Lecca | 3:18     |  |
| 6.     | «A la Molina no voy más»     | tradicional afroperuana          | 3:12     |  |
| 22:12  |                              |                                  |          |  |

| Lado B |                                      |                                                |          |  |
| N.º    | Título                               | Música                                         | Duración |  |
| 7.     | «A Cuba»                             |                                                | 4:00     |  |
| 8.     | «Las casitas del barrio alto»        | Malvina Reynolds                               | 2:30     |  |
| 9.     | «El alma llena de banderas»          |                                                | 4:00     |  |
| 10.    | «Ni chicha ni limoná»                |                                                | 3:22     |  |
| 11.    | «Plegaria a un labrador»             | Víctor Jara, Patricio Castillo                 | 3:16     |  |
| 12.    | «B.R.P.» (o «Brigadas Ramona Parra») | Víctor Jara, Víctor Rojas, Celso Garrido Lecca | 3:15     |  |
| 20:23  |                                      |                                                |          |  |

| Bonus track de 2001 |                                                      |                           |          |  |
| N.º                 | Título                                               | Música                    | Duración |  |
| 13.                 | «Oiga pues m'hijita» (sencillo de 1971)              |                           | 2:42     |  |
| 14.                 | «Muchachas del telar» (sencillo de 1971)             |                           | 2:25     |  |
| 15.                 | «Venían del desierto» (sencillo de 1972)             |                           | 2:58     |  |
| 16.                 | «Poema 15» (sencillo de 1972)                        | Pablo Neruda, Víctor Jara | 3:37     |  |
| 17.                 | «Danza de los niños» (Homenaje a Pablo Neruda, 1972) |                           | 2:46     |  |
| 14:28               |                                                      |                           |          |  |

| Lado A alternativo de 1977 |                                 |                                                |          |  |
| N.º                        | Título                          | Música                                         | Duración |  |
| 1.                         | «El derecho de vivir en paz»    |                                                | 4:29     |  |
| 2.                         | «A Cuba»                        |                                                | 3:52     |  |
| 3.                         | «Con el alma llena de banderas» |                                                | 3:55     |  |
| 4.                         | «Ni chicha ni limoná»           |                                                | 3:18     |  |
| 5.                         | «B.R.P. (Brigada Ramona Parra)» | Víctor Jara, Víctor Rojas, Celso Garrido Lecca | 3:08     |  |
| 18:42                      |                                 |                                                |          |  |

| Lado B alternativo de 1977 |                               |                           |          |  |
| N.º                        | Título                        | Música                    | Duración |  |
| 1.                         | «Las casitas del barrio alto» | Malvina Reynols           | 2:24     |  |
| 2.                         | «A Cochabamba me voy»         |                           | 2:21     |  |
| 3.                         | «El martillo»                 | Lu Hays, Pete Seeger      | 2:42     |  |
| 4.                         | «Camilo Torres»               | Daniel Viglietti          | 2:56     |  |
| 5.                         | «Zamba Del "Che"»             |                           | 3:30     |  |
| 6.                         | «Ya parte el galgo terrible»  |                           | 1:45     |  |
| 7.                         | «"Movil Oil Special"»         | Pablo Neruda, Víctor Jara | 2:37     |  |
| 18:15                      |                               |                           |          |  |

## Créditos
Relanzamiento de 1977:
- Ángel Parra: canciones 1 a 5
- Los Blops: canciones 1 a 5
- Quilapayún: canciones 1 a 7

Relanzamiento de 2001:
- Carlos Esteban Fonseca: adaptación y diseño
- Joaquín García: masterizado
- Patricio Guzmán, Antonio Larrea: fotografía